# Lübecker Amtstrachten
Die Amtstrachten der Hansestadt Lübeck bildeten sich seit dem 16. Jahrhundert heraus und hielten sich zum Teil bis zum Ende der Eigenstaatlichkeit Lübecks 1937.

## Ratsherren bzw. Senatoren

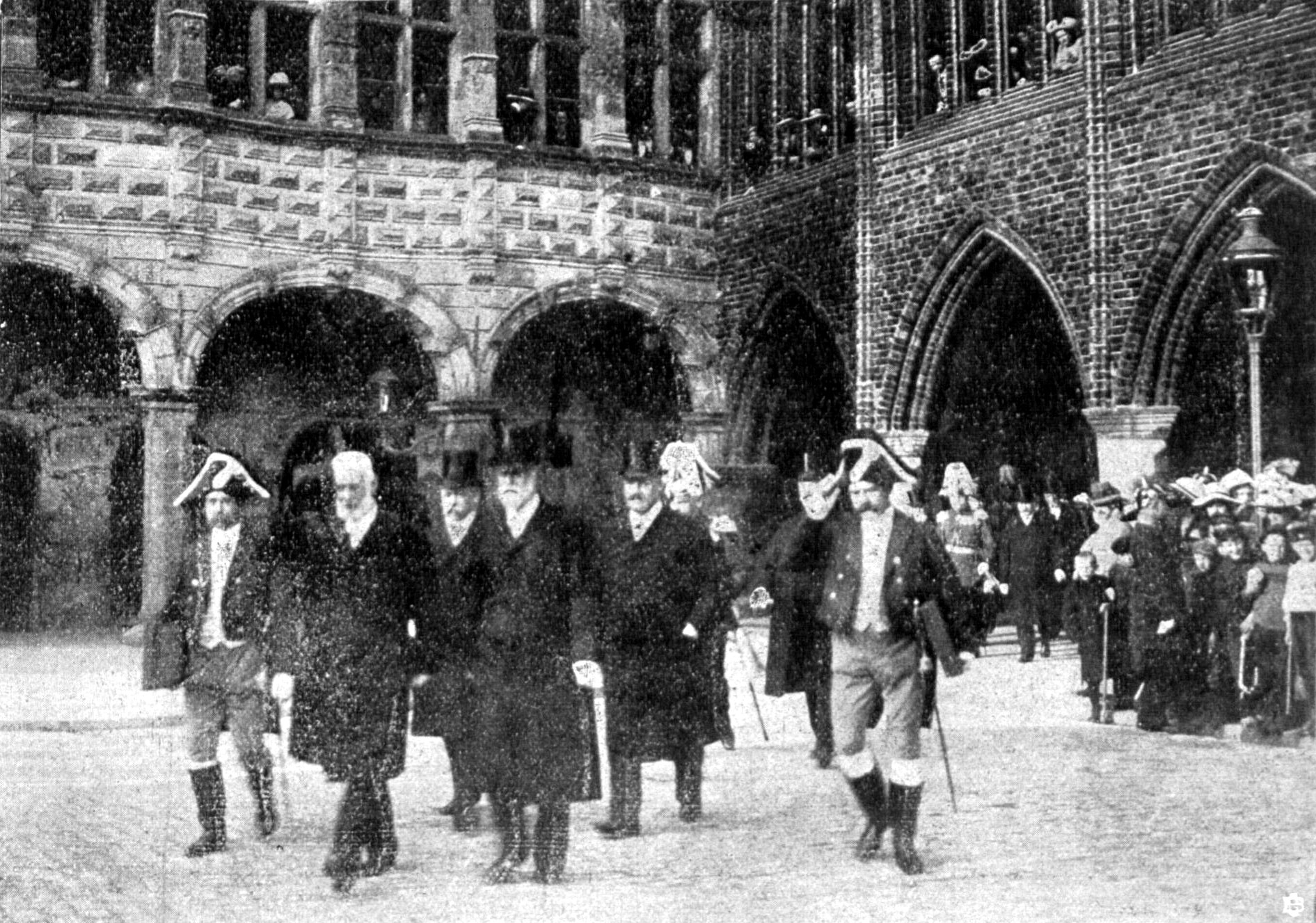
Die Lübecker Senatoren flankiert von je einem Ratsdiener zu einem Festakt.

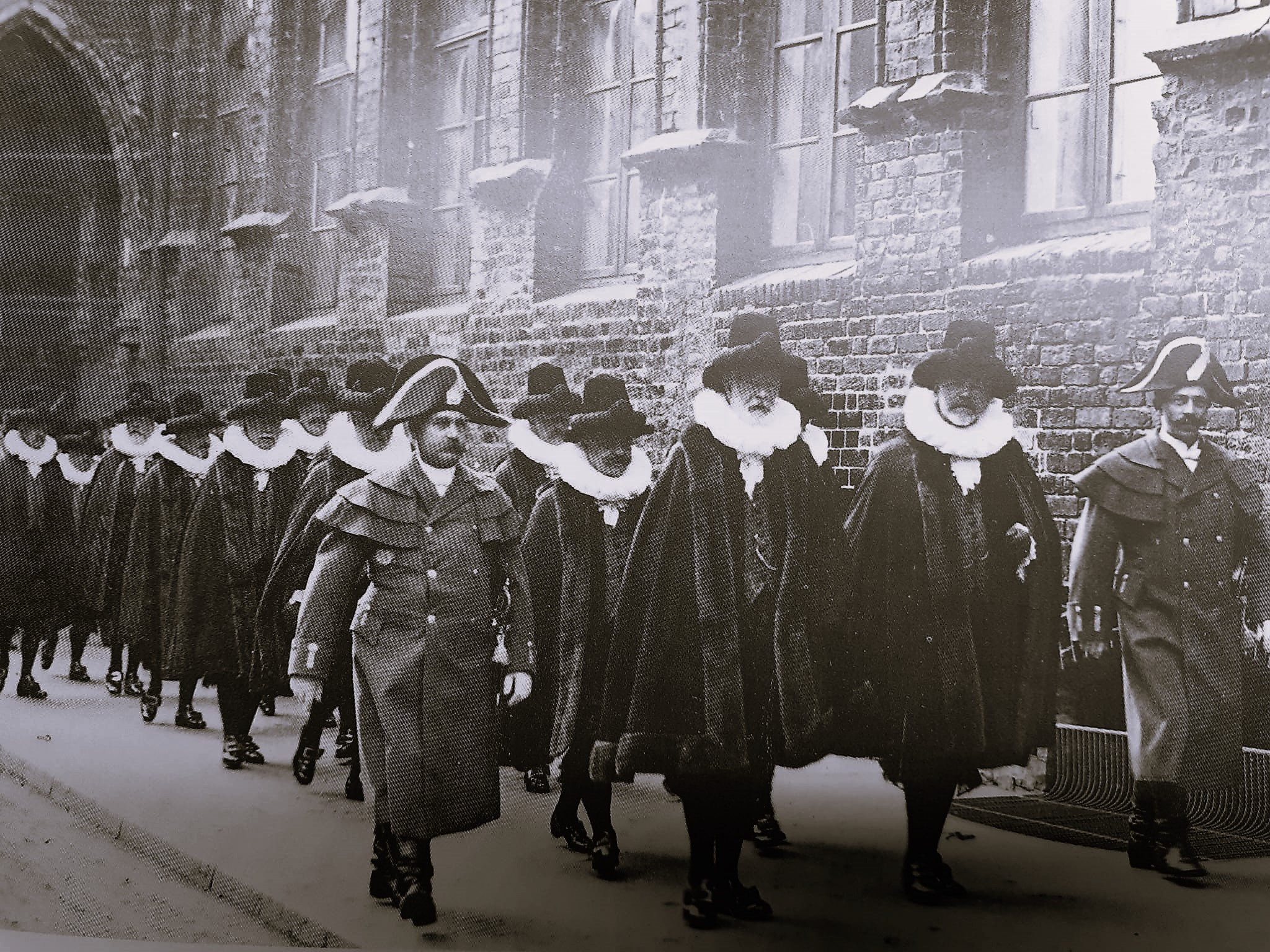
Die Lübecker Senatoren in der wiedereingeführten Amtstracht, 1913; zu beiden Seiten Ratsdiener in Mantel und Zweispitz

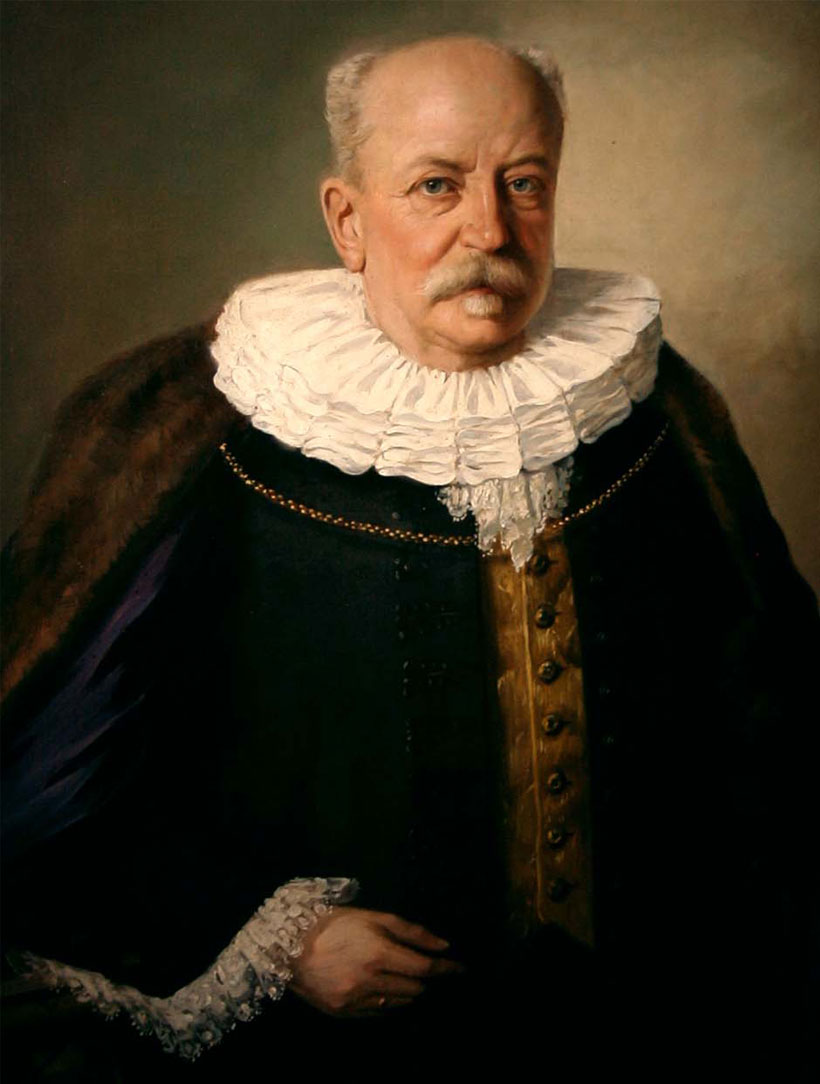
Senator Emil Possehl (1918)

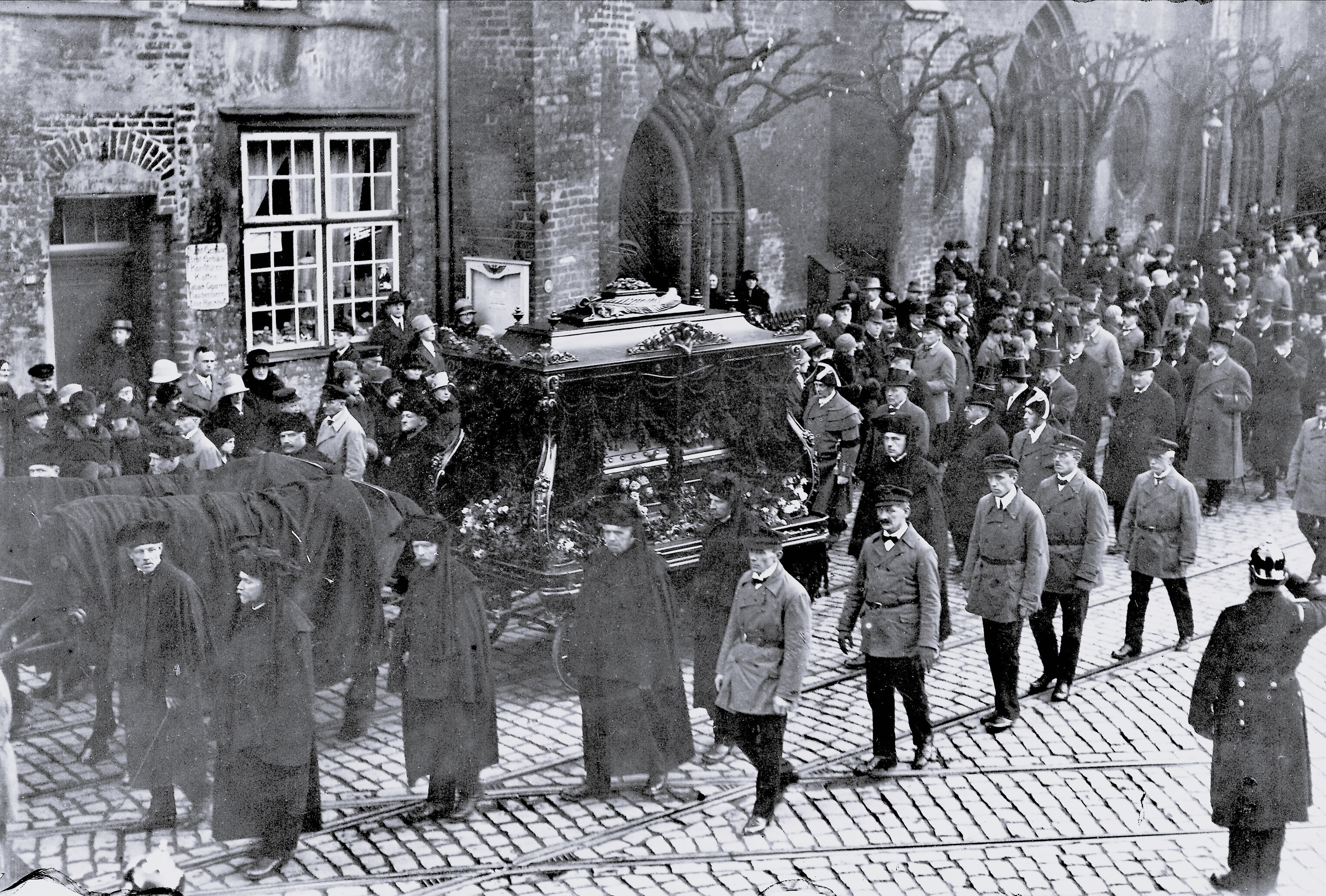
Senatoren und Ratsdiener folgen am 25. Januar 1928 im Trauerzug dem verstorbenen Senator Paul Hoff

Die Ratsherren trugen im letzten Drittel des 16. Jahrhunderts der gehobenen Mode folgend die Spanische Tracht in ihrer deutschen, durch schwere Stoffe geprägten Ausformung. Auf Farbigkeit wurde verzichtet, es dominierte das als würdevoll empfundene Schwarz. Zu festen Bestandteilen wurden die weiße Halskrause, ein hoher,  breitkrempiger Spanischer Hut mit steifer, sich nach oben verjüngender Krone sowie der knielange, mit Nerzfell besetzte ärmellose Mantel aus schwarzem Seidenstoff, der vorne von einer vergoldeten Silberkette zusammengehalten wurde. Den Bürgermeistern war es gestattet, auch am unteren Rand des Mantels Nerzbesatz zu tragen, während den gewöhnlichen Ratsherren dort nur eine Soutache zustand.
Diese Spanische Tracht behielt der Lübecker Rat auch bei, nachdem in der zivilen Mode während der ersten Hälfte des 17. Jahrhunderts ein Stilwechsel erfolgt war, der schließlich zum Verschwinden der spanischen zugunsten der französischen Kleidung geführt hatte. Indem der Rat bewusst fortfuhr, zu Amtsgeschäften eine nicht mehr dem Zeitgeschmack entsprechende Form der Bekleidung anzulegen, entstand eine Amtstracht, die ihren Träger eindeutig als Ratsangehörigen auswies.
Der Schnitt der Ratsherrentracht wurde ähnlich der gleichfalls beibehaltenen Spanischen Tracht am Kaiserhof in Wien gelegentlich modernisiert, behielt aber seine Grundzüge stets bei. Eine nachträgliche Zutat waren ab etwa 1670 die Allongeperücken, die zunächst einfach nur der herrschenden Herrenmode entsprachen; im Verlauf des 18. Jahrhunderts, als diese üppige Perückenform in der allgemeinen Mode bereits verdrängt worden war, wurde sie wie vielerorts auch in Lübeck als fester Teil obrigkeitlicher Repräsentationskleidung bis ins beginnende 19. Jahrhundert beibehalten.
Zum letzten Mal legten die Lübecker Ratsherren die Spanische Amtstracht mit Mantel, Hut, Halskrause und Perücke am 16. Februar 1811 an: An diesem Tag waren sie vom französischen Präfekten zur Verkündung des Dekrets Napoleon Bonapartes zusammengerufen worden, durch das die Auflösung des Rats und die Annexion Lübecks durch das Kaiserreich Frankreich öffentlich verkündet wurden.
Nach der Befreiung Lübecks 1813 und der Wiedereinsetzung des Rats im Dezember jenes Jahres wurde die Amtstracht nicht wieder eingeführt; die Ratsherren trugen fortan bürgerliche Kleidung. Eine 1823 von Carl Friedrich Voigt gestaltete und von Gottfried Bernhard Loos geprägte Ehrenmedaille für Bürgermeister Johann Matthaeus Tesdorpf, die diesen ausdrücklich in der alten Amtstracht mit Halskrause und Allongeperücke zeigte, war daher sachlich falsch und anachronistisch.
1903 schlug Senator Karl Peter Klügmann die Wiedereinführung der historischen Amtstracht vor, aber erst ein Jahrzehnt später wurde sie nach langen Diskussionen tatsächlich neu belebt. Erstmals legte der Senat die Spanische Tracht, die keine präzise Reproduktion eines konkreten Vorbilds, sondern unter anderem aus Gründen des Tragekomforts eine freie Nachbildung darstellte, zur Hundertjahrfeier der Völkerschlacht bei Leipzig am 18. Oktober 1913 an. Es blieb auch zugleich der letzte Anlass, denn nach dem Ersten Weltkrieg empfand man das historisierende Kostüm als nicht mehr zeitgemäß und verzichtete auf seine erneute Verwendung bis zum Ende des Lübecker Staats durch die Eingliederung in Preußen 1937.

## Ratsdiener (Reitendiener)

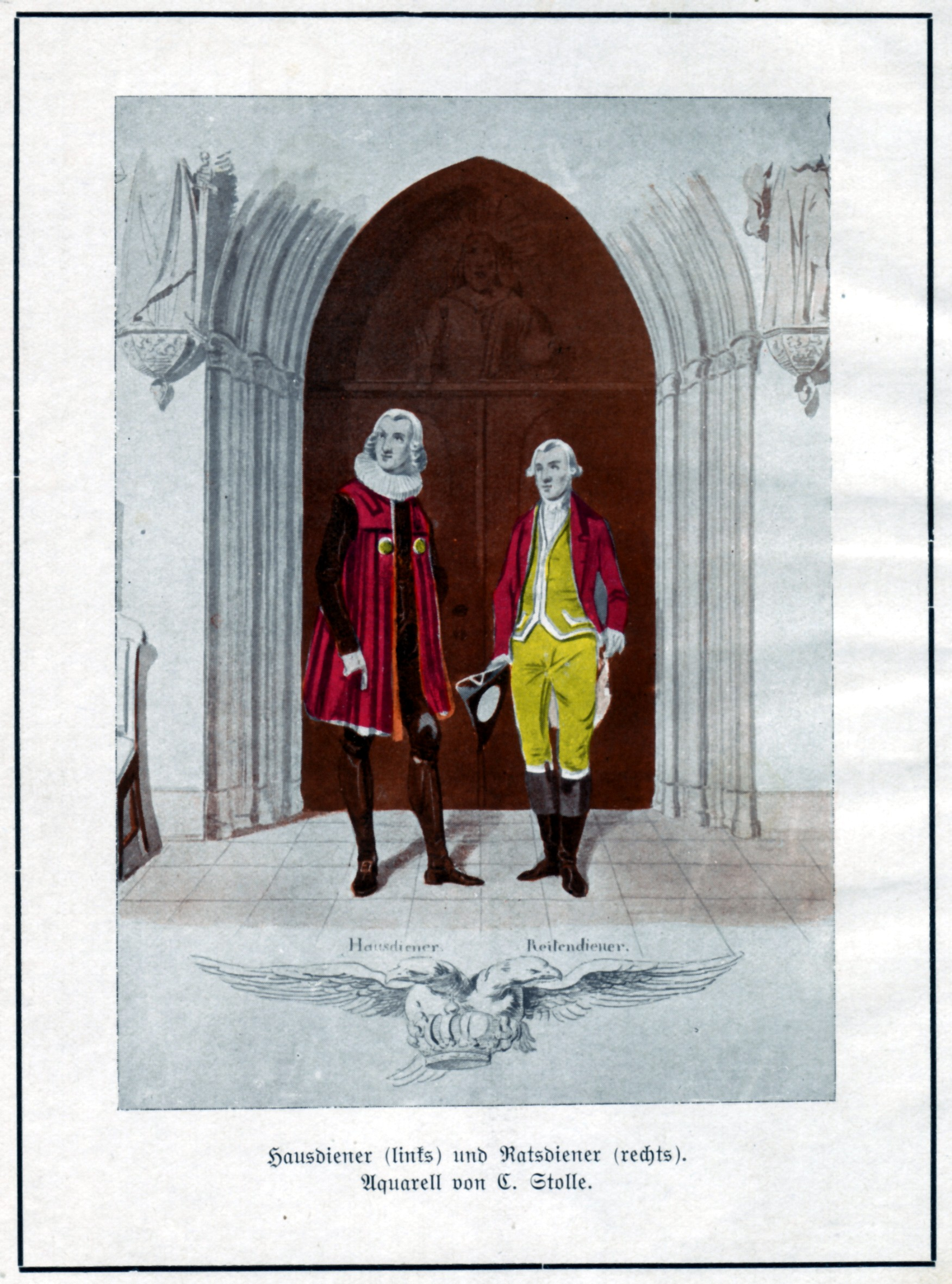
Hausdiener (links) und Ratsdiener (rechts), Aquarell von Christian Peter Wilhelm Stolle

Die Reitendiener oder Reitenden Diener waren ursprünglich eine kleine stehende Einheit von Berittenen, die dem Marstall unterstellt waren und für Ordnungs-, Boten- und Repräsentationsaufgaben herangezogen wurde. Die Truppe bestand seit dem Mittelalter, doch auf ihre Bekleidung finden sich lange Zeit nur fragmentarische Hinweise: 1532 wurde ihnen einheitlich rote Kleidung verordnet, ein Gemälde von 1625 zeigte sie in grüner Spanischer Tracht mit Halskrause. Echte Uniformität herrschte jedoch offenbar nicht; nach Klagen über die als störend aufgefasste farbliche Uneinheitlichkeit wurde dem Marstall am 30. November 1741 vorgeschrieben, die Reitenden Diener in rote Monturen zu kleiden. Hieraus entstand ihre uniformähnliche Amtstracht aus frackartig geschnittenem rotem Rock mit goldenen Knöpfen, gelber Weste mit weißen Tressen, gelben Kniehosen, weißen Strümpfen, schwarzen Reitstiefeln, Degen und Dreispitz (später Zweispitz). Diese im Stil des 18. Jahrhunderts gehaltene Kleidung, die stark der Uniform der Lübecker Stadtsoldaten jener Zeit glich, blieb auch in Gebrauch, als die Reitendiener um 1830 ihren Charakter als Berittene verloren und zu Ratsdienern wurden. Noch 1841 trugen die Ratsdiener die gepuderte Zopfperücke des 18. Jahrhunderts, die in der Folgezeit aber fortfiel. Mit geringfügigen Modifikationen und Ergänzungen hielt sich die Amtstracht der Ratsdiener bis 1937.

## Hausdiener
Die Hausdiener waren livrierte Ratsbediente, die sich seit dem frühen 17. Jahrhundert nachweisen lassen. Ihre Amtstracht verwies stilistisch gleichfalls auf jene Zeit: schwarze Kniehosen, schwarze Weste mit Ärmeln, roter ärmelloser Mantel, weiße Halskrause, schwarze Strümpfe und Schnallenschuhe. Bis zu ihrem Verschwinden um 1841 – 1839 nannte der Staatskalender nur noch zwei von ihnen – trugen sie dem 18. Jahrhundert entstammende gepuderte Perücken.

## Frohnknechte

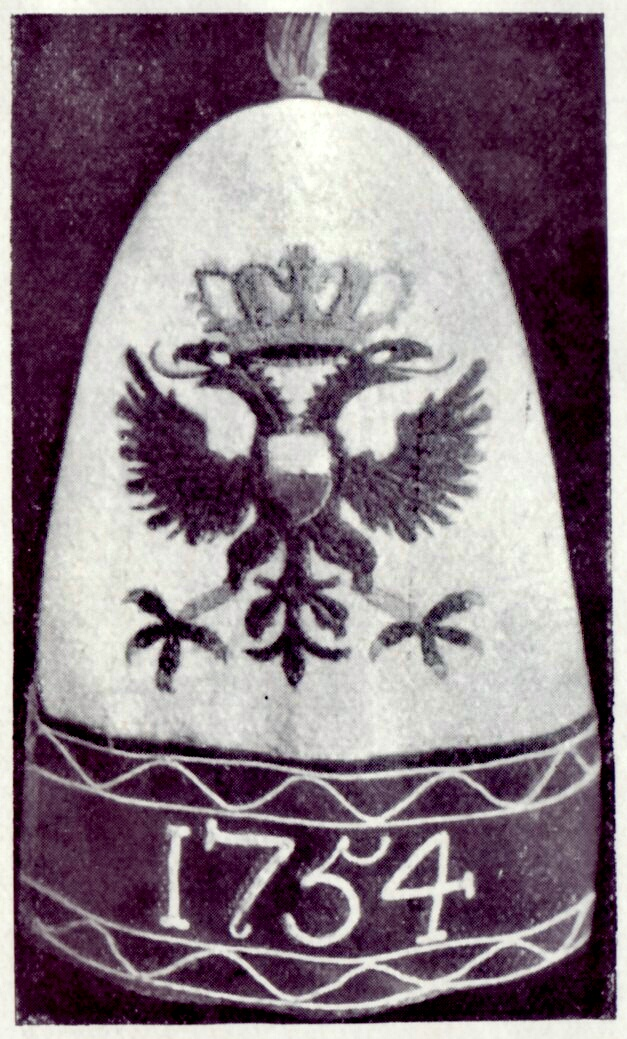
Frohnknechtsmütze, 1754

Die Frohnknechte waren städtische Büttel unter dem Befehl des Lübecker Vogts, dem das Polizeiwesen unterstand. Beschreibungen ihrer Amtstracht existieren nicht, doch im St.-Annen-Museum befinden sich zwei erhaltene Kopfbedeckungen: Es handelt sich um hohe kegelförmige Mützen aus weißem Filz, einer Grenadiermütze des 18. Jahrhunderts nicht unähnlich. Sie tragen an der Vorderseite gestickte Lübecker Adler mit Krone und Brustschild sowie auf dem breiten roten unteren Rand die Jahreszahl 1754. Diese auffälligen Mützen werden auch in einer Beschreibung des jährlich auf dem Markt abgehaltenen zeremoniellen Vogt- oder Echtedings von 1787 erwähnt, bei dem zwei Frohnknechte dem Vogt assistierten. Darüber hinaus findet keines der Kleidungsstücke der Frohnknechte in Schilderungen Erwähnung.

## Prachervögte

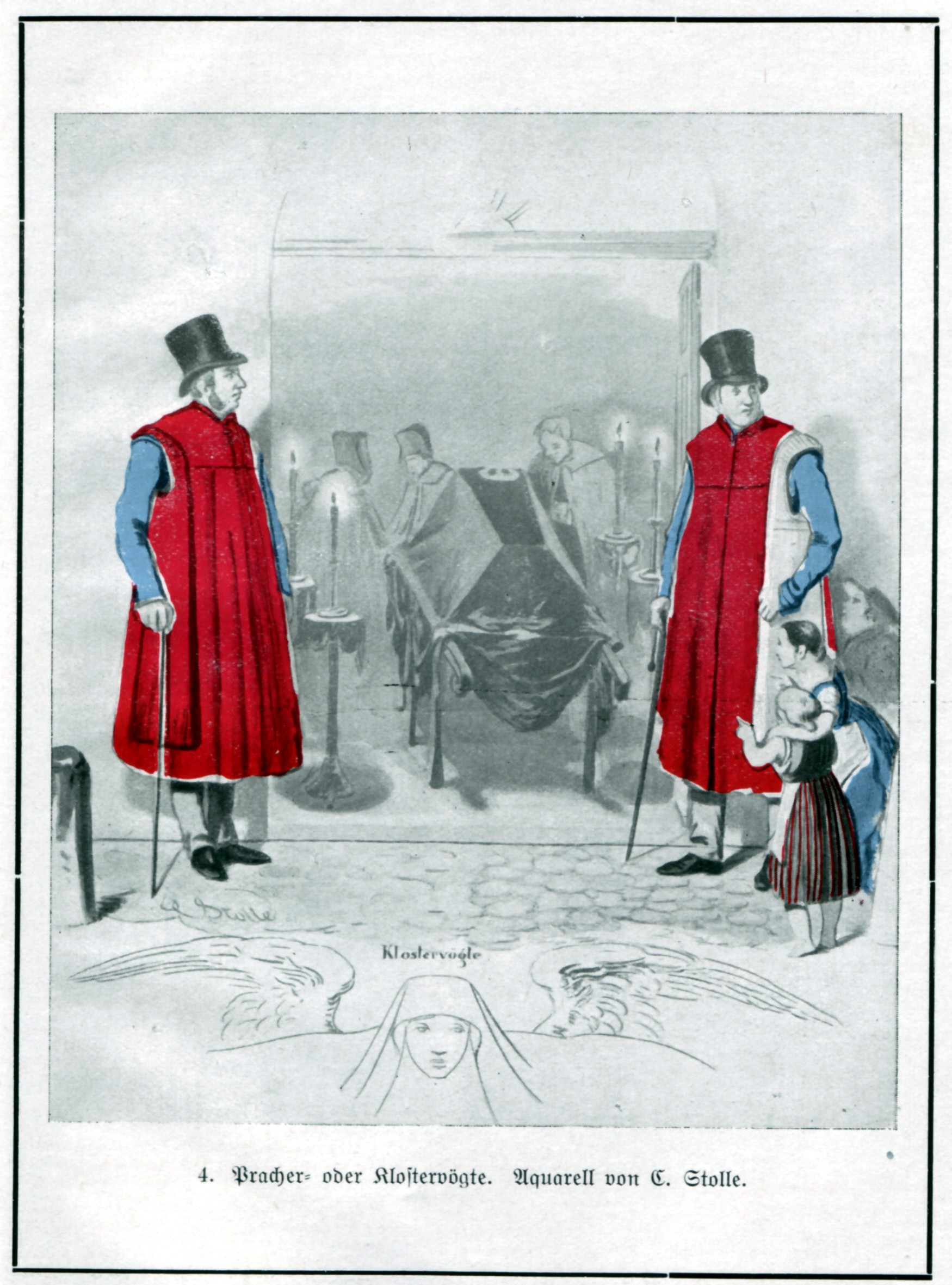
Prachervögte, Aquarell von Christian Peter Wilhelm Stolle

Die Prachervögte, auch Bettel- und Klostervögte genannt, waren vor allem zuständig für die Überwachung des Bettlerwesens. Sie hatten insbesondere dafür zu sorgen, dass die Lübecker Bettler sich an die geltenden Vorschriften hielten und stadtfremde Bettler zu ergreifen und der Stadt zu verweisen. Später kamen als Obliegenheiten die Durchführung der Armenbegräbnisse, die Wahrung der Ordnung bei Beerdigungen und die Aufsicht über die Insassen des Armenhauses im St.-Annen-Kloster hinzu.
Der erste Prachervogt wurde 1527 eingestellt, und ein Kupferstich des Marktes von etwa 1600 zeigt vier von ihnen, gekleidet in lange Mäntel und breitkrempige Hüte sowie versehen mit Stäben. Da es sich um eine unkolorierte Darstellung handelt, lässt sich nicht sagen, ob die Kleidung farblich einheitlich gestaltet war und somit klaren Amtstracht-Charakter besaß. Schriftliche Aussagen hierzu fehlen aus jener Zeit. Erst die Armenhausordnung von 1777 spricht von roten Röcken mit einem roten und einem weißen Ärmel. Diese Röcke sollten sie jedoch ausdrücklich nicht anlegen, wenn sie unterwegs waren, um in den Straßen die Bettler zu überwachen, weil sie dadurch zu leicht erkennbar gewesen wären; diesen Dienst versahen sie in Zivilkleidung mit einem verdeckt am Rock getragenen Abzeichen des St.-Annen-Klosters. Im 19. Jahrhundert trugen die Prachervögte lange rote Übermäntel, die hochgeschlossen waren und nach Art einer Weste statt Ärmeln nur Ärmellöcher aufwiesen, so dass stattdessen die dunkelblauen Ärmel der darunter getragenen Jacke sichtbar waren. An der linken Seite war, als Erinnerung an den fortgefallenen weißen Ärmel, eine breite weiße Stoffbahn aufgesetzt, die etwa eine Handbreit oberhalb des unteren Mantelsaums begann, bis zur Schulter hinaufreichte und das Ärmelloch umgab. Auf der rechten Seite befand sich eine entsprechende rote Stoffbahn. Dazu trugen die Prachervögte schwarze Zylinderhüte.
1834 verloren die Prachervögte durch eine Neuordnung des Begräbniswesens zunächst ihre Pflichten bei Beerdigungen, 1836 wurde ihre Amtstracht abgeschafft. 1849 gingen ihre gesamten Aufgaben auf die Polizei, die städtische Armenaufsicht und die Kirchenvögte über.

## Lutherische Geistliche
Siehe: Lübecker Ornat